# Stephen J. Cannell

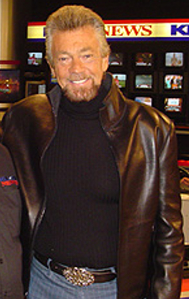
Stephen J. Cannell (2005)

Stephen Joseph Cannell (* 5. Februar 1941 in Los Angeles, Kalifornien; † 30. September 2010 in Pasadena, Kalifornien) war ein US-amerikanischer Filmproduzent, Drehbuchautor, Schriftsteller, Schauspieler und Regisseur.

## Leben
Cannell wuchs in Pasadena auf, wo er auch zur Schule ging. Da er Legastheniker war, galt er damals als ein eher mäßiger Schüler, so dass ihm vor allem das Fach Englisch unangenehm war. Dennoch schaffte er die High School und besuchte die University of Oregon.
Bald begann er mit dem Schreiben von Drehbüchern bzw. Ideen für Fernsehproduktionen zu entwickeln. So konnte er 1966 Story-Ideen zu Kobra, übernehmen Sie (Mission: Impossible) und 1968 sein erstes Script zu Ihr Auftritt, Al Mundy (It Takes a Thief) verkaufen.
Cannell entwickelte zusammen mit Frank Lupo unter anderem die Fernsehserie Das A-Team und fungierte bei der im Jahr 2010 erschienenen Verfilmung Das A-Team – Der Film als Produzent.
Stephen J. Cannell war seit August 1964 mit seiner Jugendliebe Marcia Finch verheiratet. Das Paar hatte ursprünglich vier Kinder, zwei Söhne und zwei Töchter. Ihr ältestes Kind, Sohn Derek, kam jedoch 1981 im Alter von 15 Jahren bei einem Freizeitunfall ums Leben.
Cannell erlag im Alter von 69 Jahren einer Krebserkrankung.

## Filmografie (Auswahl)

### Drehbuch und Produktion
- 1970–1971: Der Chef (Ironside)
- 1973: Columbo: Ein gründlich motivierter Tod (Double Exposure)
- 1974–1979: Detektiv Rockford – Anruf genügt (The Rockford Files)
- 1976: Pazifikgeschwader 214 (Baa Baa Black Sheep)
- 1979–1980: Die Schnüffler (Tenspeed and Brown Shoe)
- 1983–1986: Hardcastle & McCormick
- 1983–1987: Das A-Team
- 1984–1986: Trio mit vier Fäusten (Riptide)
- 1984–1991: Hunter (Fernsehserie, 152 Folgen)
- 1986–1987: Stingray
- 1987–1991: 21 Jump Street – Tatort Klassenzimmer (21 Jump Street)
- 1987: Kampf gegen die Mafia (Wiseguy)
- 1989: Booker
- 1991: Der Polizeichef (The Commish)
- 1991–1992: Palm Beach-Duo (Silk Stalkings)
- 1992: Renegade – Gnadenlose Jagd (Renegade)
- 2002: Money for Mercy (Bad Boy)
- 2010: Das A-Team – Der Film
- 2012: 21 Jump Street

### Schauspieler
- 1986: Magnum
- 1991: California Clan (Santa Barbara)
- 1992–1997: Renegade – Gnadenlose Jagd (Renegade)
- 1992–1996: Palm Beach-Duo (Silk Stalkings)
- 1997–1999: Diagnose: Mord (Diagnosis Murder)
- 1999–2000: Pacific Blue – Die Strandpolizei (Pacific Blue)
- 2002: Halbtot – Half Past Dead (Half Past Dead)
- 2003: Insects – Die Brut aus dem All (Threshold, Fernsehfilm)
- 2007: Ice Spiders
- 2009–2010: Castle (3 Folgen: 1x01, 2x01, 2x24)